# Sitios de Nagashima
Los Asedios de Nagashima (長島一向一揆 Nagashima Ikkō-ikki?) fueron una serie de conflictos bélicos que tuvieron lugar durante los años 1571, 1573 y 1574 como parte de una campaña de Oda Nobunaga en contra de los Ikkō-ikki, presumiblemente uno de sus principales enemigos. El castillo Nagashima junto con otra serie de posiciones defensivas a lo largo de la costa japonesa en el océano Pacífico estaban controlados por los Ikkō-ikki y rodeaban el monasterio Ganshōji. Estos asedios ordenados por Nobunaga se ejecutaron simultáneamente con el asedio de once años que ordenó en contra de la fortaleza principal de los Ikki de Ishiyama Hongan-ji.

## Primer Asedio de Nagashima (1571)
Las tropas de Nobunaga acamparon el Tsushima, al norte de Nagashima el 16 de mayo de 1571. Separados de la fortaleza de los Ikki por un extenso río, los comandantes de Nobunaga Sakuma Nobumori y Shibata Katsuie, planearon atacaron cerca de wajū, pequeñas islas desde los cuales lanzarían los ataques. Estas islas estaban protegidas en contra de inundaciones por un complejo sistema de diques.
Las tropas de Nobunaga atacaron cruzando el río pero sus caballos se atascaron con el lodo del fondo del río. Los samuráis se las arreglaron para llegar hasta la orilla del río mientras les disparaban. Muchos guerreros se ahogaron cuando los defensores del castillo abrieron los diques e inundaron el área. Katsuie resultó herido y muchas vidas se perdieron, por lo que este primer intento fue un rotundo fracaso para Nobunaga. Algunos pocos soldados pudieron incendiar algunas villas y se retiraron.

## Segundo Asedio de Nagashima (1573)
Nobunaga regresó al campo de batalla en Nagashima en julio de 1573 con una fuerza importante, reclutada en su mayor parte en la provincia de Ise y contaba con un gran número de arcabuceros. Nobunaga había renovado su fervor debido al éxito del Asedio del Monte Hiei en contra de los sohei (monjes guerreros). Sus comandantes Sakuma Nobumori y Toyotomi Hideyoshi comandaron una división que atacaría al oeste, mientras Nobunaga mismo comandaría al ejército principal en contra del castillo con ayuda de sus arcabuceros.
Desafortunadamente y a pesar de la fama que Nobunaga ganaría por sus tácticas con el uso de armas de fuego, esta batalla resultaría en una de sus peores derrotas en un campo de batalla. Una tormenta cayó justo al momento en que Nobunaga se preparaba para comenzar las hostilidades, por lo que la lluvia dejó el 90% de sus arcabuces inutilizables y en una posición defensiva en franca desventaja. Las tropas de los Ikkō-ikki inmediatamente contra-atacaron y pudieron utilizar sus propios arcabuces, los cuales habían cubierto durante la tormenta. Los Ikki comenzaron a disparar en cuanto cesó la lluvia y Nobunaga estuvo a punto de morir en la batalla. Las fuerzas de Nobunaga se vieron obligadas a retirarse.
Mientras tanto, la división que se había dirigido al oeste capturó el castillo Yata, pero también fueron obligados a replegarse debido a un exitoso contraataque de los Ikki.

## Tercer Asedio de Nagashima (1574)
En 1574, Oda Nobunaga por fin tendría éxito en destruir el castillo Nagashima después de un par de intentos desastrosos en su afán de terminar con uno de sus principales enemigos: los Ikkō-ikki.
Una flota comandada por Kuki Yoshitaka bloqueó y bombardeó el área, utilizando cañones y flechas contra las torres de madera de los Ikki. Este bloqueo y apoyo naval permitió que Nobunaga tomara las fortificaciones exteriores de Nakae y Yanagashima, con lo que pudo controlar el acceso oeste del complejo por primera vez. 
Eventualmente, los defensores fueron replegados por un ataque simultáneo hasta los monasterios de Ganshōji y Nagashima. En este punto los Ikkō-ikki contaban con alrededor de 20,000 elementos y se impidió el acceso a sus líneas de suministro de alimentos, agua y otros bienes. La situación empeoró para los meses de julio y agosto de 1574, al mismo tiempo en que las probabilidades de que sus aliados pudieran terminar con el asedio se reducían.
Los hombres de Nobunaga construyeron muros de madera de un fuerte a otros, impidiendo que los Ikkō-ikki pudieran salir. Una gran empalizada se construyó también y se le prendió fuego, destruyendo la fortaleza completa consumida por el fuego. Nadie pudo escapar y no hubo ningún sobreviviente.